# Olá
Olá – miasto w prowincji Coclé w Panamie. Stolica powiatu (corregimiento) o tej samej nazwie.  Ludność: 1419 (2010). W mieście znajduje się niewielki kościół i szkoła.